# Zweifarbiger Zwergkäfer
Der Zweifarbige Zwergkäfer (Baeocrara variolosa, Syn.: B. littoralis) ist ein Käfer aus der Familie der Zwergkäfer (Ptiliidae). Die Art ist die einzige ihrer Gattung in Mitteleuropa.

## Merkmale
Die Käfer erreichen eine Körperlänge von 0,75 bis 0,8 Millimetern. Ihr leicht gewölbter, schwarzer Körper ist breit gebaut und hat parallele Seitenränder. Er ist schwach anliegend behaart und stark aber mäßig dicht punktförmig strukturiert. Der Halsschild hat einen rötlichen Seitenrand. Die Deckflügel haben entweder einen braunroten Hinterrand oder die gesamte Oberseite ist braun. Die Fühler sind braunrot, die ersten beiden Glieder sind etwas heller gefärbt. Die Beine sind rötlich gelb.

## Vorkommen und Lebensweise
Die Art ist in Europa im Norden von England und Schottland über Süd- und Mittelskandinavien nach Südfinnland und im Süden von Frankreich über Italien, Österreich und die Slowakei und Polen bis nach Russland verbreitet. Die Art ist in Mitteleuropa nur lokal und sehr selten verbreitet. Die Tiere leben unter faulendem Pflanzenmaterial wie feuchten Ästen und Heu sowie in hohlen Baumstümpfen. 